# Amt Ebstorf
Das Amt Ebstorf war ein historisches Verwaltungsgebiet des Fürstentums Lüneburg bzw. des Königreichs Hannover. Übergeordnete Verwaltungsebene war die Landdrostei Lüneburg.

## Geschichte
Das Amt wurde 1528 mit der Aufhebung der Propstei des Klosters Ebstorf durch Ernst den Bekenner gebildet. Das Kloster verfügte seit dem 14. Jahrhundert über die Gerichtsbarkeit in der Go Ebstorf. Der Amtsbereich war bis ins 19. Jahrhundert in sechs Veeste untergliedert.
Bei der Verwaltungsreform von 1852 kamen die Dörfer Golste und Seedorf (vom Amt Medingen) sowie Brambostel, Dreilingen, Eimke und Wichtenbeck (vom Amt Bodenteich) an Ebstorf. Die Veeste Munster und Oerrel (ohne die Gemeinden Poitzen, Schmarbeck und Ohöfe) wurden an das Amt Soltau abgetreten.
1859 wurde das Amt Ebstorf aufgehoben. Der größte Teil des Amtssprengels fiel an das Amt Medingen. Das Kirchspiel Eimke und die Gemeinde Groß Süstedt kamen an das Amt Oldenstadt, die Gemeinden Bockum und Tellmer an das Amt Lüne.

## Gemeinden
Bei seiner Aufhebung (1859) bestand das Amt aus folgenden Gemeinden:
| - Allenbostel - Altenebstorf - Arendorf - Bockum - Bode - Bornsen - Brambostel - Brauel - Brockhöfe - Dreilingen | - Ebstorf - Eimke - Eitzen II - Ellerndorf - Golste - Haarstorf - Hanstedt - Holthusen - Linden - Linzel | - Lopau - Luttmissen - Melzingen - Natendorf - Oldendorf II - Schatensen - Seedorf - Stadorf - Groß Süstedt - Tatendorf | - Teendorf - Tellmer - Varendorf - Velgen - Wessenstedt - Wettenbostel - Wichtenbeck - Wittenwater - Wriedel - Wulfsode |

- Karte mit allen verlinkten Seiten:
- OSM |
- WikiMap

## Amtmänner
- 1526–1528: Simon Reinecke
- 1528–1555: Werner von der Mile
- 1555–1557: Jakob Puff
- 1558–1573: Joachim Friedrich Hausmann
- 1575–1613: Johann Witte
- 1612–1630: Daniel Hagemann
- 1630–1634: Johann Dannemann
- 1634–1649: Johann Schmiedichen
- 1649–1651: Wilhelm Cord von der Weyhe
- 1651–1655: Johann Hermanns
- 1656–1661: Joachim Mertens
- 1661–1663: Volkmar Zeitzmann
- 1664–1665: Jobst Philipp Lampadius
- 1665–1674: Hektor Witzendorff
- 1674: Friedrich Elebrecht
- 1674–1684: Bruno von Heimburg
- 1684–1686: Johann Heinrich Plümmeken
- 1687–1688: Johann Heinrich Stubenrauch
- 1688–1705: Johann Barthold Vasmer
- 1706–1723: Johann Heinrich Gerke
- 1724–1745: Paul Gottfried Enckhusen
- 1745–1748: Hermann Heinrich Cumme
- 1747–1753: Justus Nikolaus Clare
- 1753–1778: Justus Johannes Werner
- 1779–1782: Christoph Friedrich von Uslar
- 1782–1814: Arnold Rudolf Leist
- 1818–1833: Carl Ernst Adolf Burchard Ulrich von Schrader, Drost und Oberamtmann
- 1835–1852: Philipp Wilhelm Woempner, Amtmann, ab 1852 Oberamtmann
- 1853–1858: Ernst von Wangenheim, Amtmann